# Eliasz Koton
Eliasz Koton (ur. 21 czerwca 1915 w Wilnie, zm. 16 września 1979 w Warszawie) – pułkownik Ministerstwa Bezpieczeństwa Publicznego.

## Życiorys
Urodził się w rodzinie żydowskiego pochodzenia, jako syn Zygmunta i Zofii Kotoń. Skończył Wydział Ślusarsko-Mechaniczny Wileńskiej Szkoły Technicznej (1933). Absolwent kursu NKWD w Kujbyszewie. 17 sierpnia 1944 jako funkcjonariusz Resortu Bezpieczeństwa Publicznego PKWN został skierowany do dyspozycji szefa WUBP w Białymstoku i mianowany kierownikiem Sekcji I Kontrwywiadu tego urzędu. Od 12 stycznia 1945 r. szef Kontrwywiadu WUBP w Białymstoku, od 22 sierpnia 1945 zastępca szefa WUBP w Białymstoku, 1 października 1946 mianowano go zastępcą szefa WUBP w Krakowie, jednak rozkaz ten anulowano; od 20 marca 1947 zastępca szefa WUBP w Szczecinie, od 20 lipca 1948 zastępca szefa WUBP we Wrocławiu, od 6 lutego 1950 szef WUBP w Szczecinie, od 15 września 1956 szef WUdsBP w Gdańsku, od 16 listopada 1956 w dyspozycji szefa Komitetu ds. Bezpieczeństwa Publicznego, 20 lutego 1957 zwolniony ze służby, jednak już następnego dnia mianowany starszym radcą Centralnego Archiwum MSW. Zwolniony 31 maja 1957.
16 lutego 1946 dowodził akcją zbrojną UB (wspólnie z NKWD i LWP) pod Orłowem przeciw oddziałom NZW Kazimierza Chmielowskiego „Rekina” i Romualda Rajsa „Burego”, które straciły 20 zabitych.
1 października 1946 na drodze z Zambrowa do Ostrowi Mazowieckiej został ciężko ranny w wybuchu miny założonej przez żołnierzy polskiego podziemia niepodległościowego pod jedną z tyczek, na których zawieszono transparent o treści antykomunistycznej; na polecenie szefa WUBP w Białymstoku Józefa Pluty Koton wraz z szoferem UB miał zdjąć transparent i w tym celu najpierw wyjął z ziemi tyczkę, co spowodowało wybuch (szofer UB, również ciężko ranny, wkrótce zmarł). Pochowany na cmentarzu Wojskowym na Powązkach w Warszawie (kwatera D12-1-5).

## Ordery i odznaczenia
- Order Krzyża Grunwaldu III klasy (2 stycznia 1946)[3]
- Krzyż Oficerski Orderu Odrodzenia Polski (1954)
- Krzyż Kawalerski Orderu Odrodzenia Polski (1945)
- Złoty Krzyż Zasługi (1947)
- Srebrny Krzyż Zasługi (1946)
- Medal Zwycięstwa i Wolności 1945 (1945)
- Srebrny Medal Zasłużonym na Polu Chwały (1945) (za Lenino)
- Medal 10-lecia Polski Ludowej (1954)
- Odznaka „10 Lat w Służbie Narodu”
- Medal „Za Odwagę” (Czechosłowacja, 1948)